# Ultrazvuk

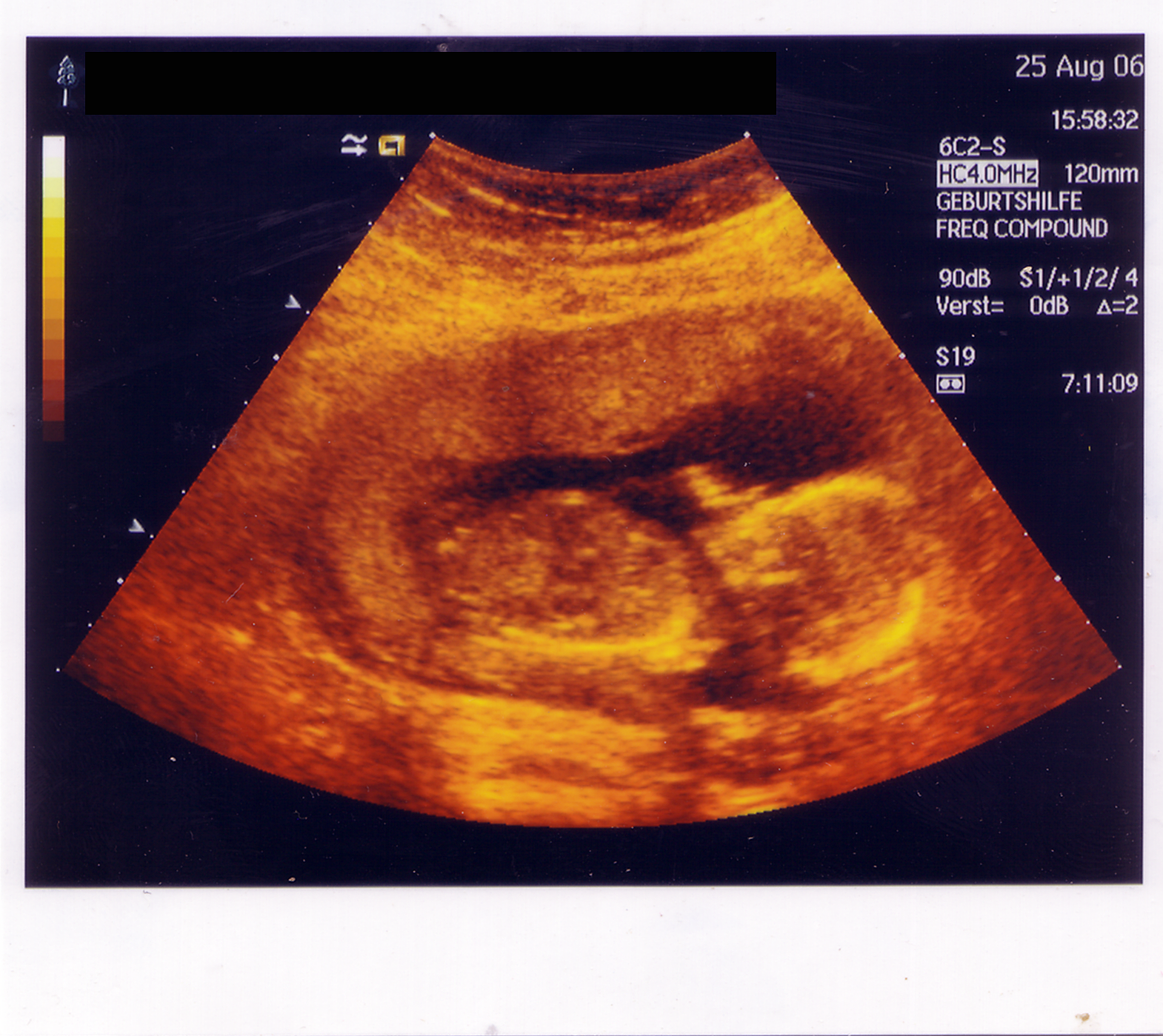
Vyšetření plodu ultrazvukem

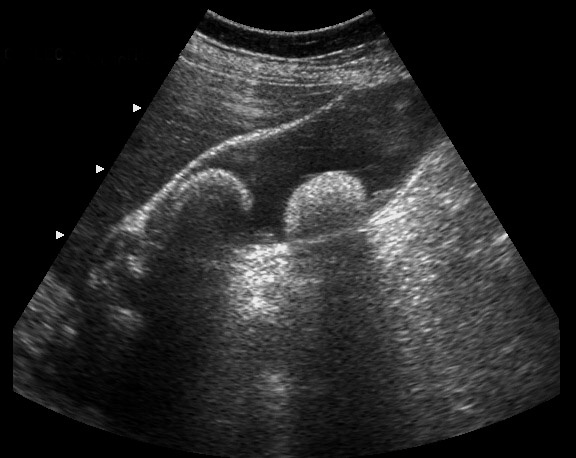
Cholecystolithiasa

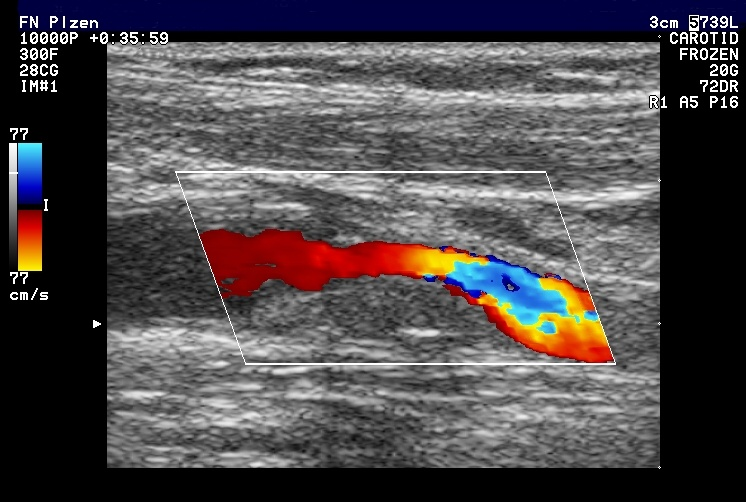
Ukázka tzv. Dopplerovské sonografie krčních tepen

Ultrazvuk (UZ) je akustické vlnění, jehož frekvence leží nad hranicí slyšitelnosti lidského ucha, slyšitelného zvuku, která je cca 20 kHz. Někteří živočichové část ultrazvukového spektra vnímají, případně i vydávají (delfíni, psi, netopýři) a využívají jej jak k běžné komunikaci, tak zejména k echolokaci.
Na opačném konci zvukového spektra je infrazvuk s frekvencí, která je přibližně pod 20 Hz. Oblast slyšitelného zvuku je tak asi mezi 20 Hz a 20 kHz.

## Fyzikální vlastnosti
Vlnová délka ultrazvuku je menší než vlnová délka slyšitelného zvukového vlnění (s rostoucí frekvencí klesá vlnová délka), proto je ultrazvuk méně ovlivněn ohybem. Výrazný je jeho odraz od překážek, absorpce ve vzduchu (v plynech) a je méně pohlcován kapalinami a pevnými látkami. Absorpce také narůstá s frekvencí ultrazvuku. Zatímco je ve vzduchu absorpce frekvence 50 kHz jen okolo 1 dB na metr, tak frekvence 1 MHz je absorbována více než 100 dB na metr.

## Zdroj ultrazvuku
Ultrazvukové vlnění získáme například periodickým nabíjením destičky vhodného materiálu (např. křemene, syntetické látky), kdy nastává elektrostrikce (opačný piezoelektrický jev) – vlivem el. napětí se materiál smršťuje a rozpíná (deformuje). Tím vzniká mechanické vlnění. Tyto destičky bývají umístěny např. pod dnem ultrazvukové vany a vysílají své vlnění směrem k hladině, kde se část vlnění odráží zpět ke dnu. Pokud je krystalový oscilátor zapouzdřený ve vakuu, vlnění zůstává uvnitř piezoelektrického elementu (například křemene).

## Využití

### V lékařství (sonografie)
Ultrazvuk se dá použít třeba při lékařském vyšetření v lékařské ultrasonografii nebo echokardiografii. Ultrazvukové vlny o frekvenci 1 až 18 MHz procházejí tělem a odrážejí se od jednotlivých orgánů resp. od přechodů mezi tkáněmi s různou akustickou impedancí.

#### Stomatologie
Využívá se na odstranění zubního kamene. 

### Echolokace
Při echolokaci zjišťuje sonar polohu a vzdálenost různých těles s pomocí zvuku a nebo ultrazvuku na základě rychlosti šíření zvuku. Užívají ji kromě lidí pomocí techniky i živočichové, např. netopýři či kytovci. Dále se v ultrazvukových frekvencích mezi sebou domlouvají např. delfíni. Pes vnímá ultrazvuk až do frekvence 100 kHz, což se využívá pro cvičení a ovládání psů pomocí ultrazvukových píšťalek. K plašení zvířat se používají také ultrazvukové odpuzovače.

### Čištění ultrazvukem
Princip čištění v ultrazvukové čističce je založen na principu kavitace (což je mechanické narušování povrchu prudkým nárazem kapaliny na předmět). Při rozsahu frekvence 20 až 40 kHz jde o rychlé čištění velkých nečistot, v rozsahu 40 až 70 kHz o jemnější čištění a pro 70 až 200 kHz velmi jemné čištění (například optiky).

### Ultrazvukové zvlhčování vzduchu
Ultrazvukový zvlhčovač vzduchu díky rychlým vibracím destičky ponořené ve vodě generuje mlhu (i 5 litrů za den) a tím zvlhčuje vzduch. Frekvence jednotek MHz vytváří vodní kapky velikosti řádově jednotek µm. Takto velké kapky vydrží ve vzduchu ale zhruba jen hodinu. S běžnou vodou se navíc do vzduchu uvolňují například minerály (oproti odpařovačům vody), které se pak usazují po místnosti.

### Další využití
Dále se ultrazvuku využívá pro kontrolu homogenity a poruch materiálu (ultrazvuková defektoskopie). Dále k měření tloušťky materiálu, desinfekci vody, mléka a jiných roztoků, promíchání galvanické lázně či vytváření suspenze, ultrazvuková liposukce atp.